# Nanni Balestrini
Nanni Balestrini (Milán, Italia, 2 de julio de 1935-Roma, 20 de mayo de 2019) fue un poeta experimental, novelista, ensayista, guionista y artista visual, editor y activista italiano perteneciente al movimiento Neoavanguardia.

## Contexto
Está asociado al movimiento literario italiano conocido como Neoavanguardia. Escribió en el magazine Il Verri, fundado por Luciano Anceschi,  y fue fundador y codirector de la extinta revista Alfabeta.Además fue uno de los escritores italianos aparecidos en la antología I Novissimi (1961). Durante la década de 1960, el grupo fue creciendo convirtiéndose en Gruppo 63, siendo Balestrini el editor de sus publicaciones. De 1962 a 1972, trabajó para la editorial Feltrinelli, cooperando con la editorial Marsilio editando algunos números de la Cooperativa Scrittori. En 1968, fue cofundador del grupo político Potere Operaio y en 1976 fue un importante colaborador de Autonomía. En 1979 fue acusado de participar en la guerrilla lo que le llevó a huir a París y posteriormente a Alemania.

Se volvió conocido para un público más amplio gracias a su primera novela Lo queremos todo (Vogliamo tutto, 1971). Esta describe las luchas y conflictos en la fábrica de automóviles FIAT. En los años posteriores los movimientos sociales de su época continuaron siendo el centro de su interés. Con el libro Los invisibles, creó un monumento literario para la "Generación de 1977". Este muestra la atmósfera de rápido cambio social durante estos años, materializada en la aparición del movimiento "okupa" en Italia, en la creación de radios libres o en el surgimiento de movimientos obreros al margen de los sindicatos tradicionales. También la represión brutal que el estado italiano llevó a cabo con los integrantes de estos movimientos. Balestrini ubica en esa década el nacimiento del régimen económico global en el que nos encontramos actualmente:
La liberación de la esclavitud del trabajo asalariado que se ha impuesto desde los 70, ha sido convertida de flexibilidad en precariedad por el capital, aprovechando las crisis económicas y el desempleo masivo consiguiente. La fragmentación y la dispersión de esta nueva fuerza de trabajo permite hoy su control mediante retribuciones bajas, un problema que se podrá solucionar creando nuevas formas de lucha unitaria, para imponer una nueva regulación y nuevas leyes.

Creo que hoy el 90% y tal vez más de la población mundial puede definirse como proletaria, término que incluye también lo que queda de la clase obrera tradicional sindicalizada, junto con todos los que están excluidos de la riqueza.
Otras obras importantes son I Furiosi, dedicado a la cultura de los aficionados del AC Milan, y El Editor, centrado en la figura del editor Giangiacomo Feltrinelli. Su proximidad al operaísmo es evidente en La horda de oro, escrita en colaboración con Primo Moroni. En Sandokan (2004) centra su escritura en la actividad de la Camorra en la villa de Casal di Principe. Su última obra fue La nuova violenza illustrata, Ed. Bollati Boringhieri, 2019
Su "novela" experimental Tristano, está pensada para ser leída de forma diferente por cada lector, dado que cada frase está generada al azar. Concebida originalmente en 1966, tuvo que esperar para su publicación a que fuera viable la impresión bajo demanda.

## Publicaciones

### Español
- Blackout, Acuarela, 2006. ISBN 978-84-95627-11-7
- La horda de oro: la gran ola revolucionaria y creativa política y existencial (1968-1977), Traficantes de sueños, 2006. ISBN 978-84-96453-13-5
- Lo queremos todo, Traficantes de sueños, 2006. ISBN 978-84-96453-08-1
- Los invisibles, Traficantes de sueños, 2008. ISBN 978-84-96453-29-6
- Sandokán: una historia de Camorra, Laertes, 2015. ISBN 978-84-7584-989-8
- El editor, Traficantes de sueños, 2016. ISBN 978-84-92559-74-9
- La violencia ilustrada, Pepitas de calabaza, 2017. ISBN 978-84-15862-99-4
- Carbonia, éramos todos comunistas, Dirección única, 2018. ISBN 978-84-09-05408-4

### Italiano

#### Poesía
- Come si agisce, Feltrinelli, 1963
- Ma noi facciamone un'altra, Feltrinelli, 1966
- Poesie pratiche, antología 1954-1969, Einaudi, 1976
- Le ballate della signorina Richmond, Coop. Scrittori, 1977
- Blackout, DeriveApprodi, 2009 [2001]
- Ipocalisse, Scheiwiller, 1986
- Il ritorno della signorina Richmond, Becco giallo, 1987
- Osservazioni sul volo degli uccelli, poesie 1954-56, Scheiwiller, 1988
- Il pubblico del labirinto, Scheiwiller, 1992
- Estremi rimedi, Manni, 1995
- Le avventure complete della signorina Richmond, Testo&Immagine, 1999
- Elettra, Luca Sossella, 2001
- Tutto in una volta, antologia 1954-2003, Edizioni del Leone, 2003
- Sfinimondo, Bibliopolis, 2003
- Sconnessioni,  Fermenti, 2008
- Blackout e altro, Deriveapprodi, 2009
- Lo sventramento della storia, Polìmata, 2009
- Contromano, Viareggio, Diaforia e Cinquemarzo, 2015
- Come si agisce e altri procedimenti. Poesie complete volume primo (1954-1969), DeriveApprodi, 2015
- Le avventure complete della signorina Richmond e Blackout. Poesie complete. Volume II (1972-1989), DeriveApprodi, 2017
- Caosmogonia e altro. Poesie complete. Volume terzo (1990-2017), DeriveApprodi, 2018

#### Narrativa
- Tristano, Verso, 2014 [1966]
- Tristano, DeriveApprodi, 2007 [1964]
- Vogliamo tutto, DeriveApprodi, 2004 [1971]
- La violenza illustrata, DeriveApprodi, 2001 [1976]
- Gli invisibili, DeriveApprodi, 2005 [1987]
- L'editore, DeriveApprodi, 2006 [1989]
- I furiosi, DeriveApprodi, 2004 [1994]
- Una mattina ci siam svegliati, Baldini & Castoldi, 1995
- La Grande Rivolta, Bompiani, 1999
- Sandokan, storia di camorra, Einaudi, 2004
- Liberamilano seguito da Una mattina ci siam svegliati, DeriveApprodi, 2011
- Girano voci. Tre storie, Frullini, 2012
- Carbonia. Eravamo tutti comunisti, Bompiani, 2013
- La nuova violenza illustrata, Bollati Boringhieri, 2019

#### Cuentos
- Disposta l'autopsia dell'anarchico morto dopo i violenti scontri di Pisa in: Paola Staccioli, In ordine pubblico, Rome, 2002, S. 25-31
- Girano Voci. Tre Storie (con disegni di Gianfranco Baruchello) Frullini Edizioni Pistoia, 2012

#### Varios
- Gruppo 63, L'Antologia, (mit Alfredo Giuliani), Testo&Immagine, 2002 [1964]
- Gruppo 63. Il romanzo sperimentale, Feltrinelli, 1965
- L'Opera di Pechino, (mit Letizia Paolozzi), Feltrinelli, 1966
- L'orda d'oro, (mit Primo Moroni), Sugarco, 1988; Feltrinelli, 1997, 2003
- Parma 1922, DeriveApprodi, 2002
- Trasformazioni (Progetto visivo) di Nanni Balestrini e Ludovico Codella, 2004
- Qualcosapertutti. Collage degli anni '60, Il canneto editore, 2010
- Tristanoil, Il canneto editore, 2013